# Geograph Britain and Ireland
Geograph Britain and Ireland est un projet web, débuté en mars 2005, dont le but est de créer une archive en accès libre de photographies géolocalisées de toute la Grande-Bretagne et de l’Irlande. Les photographies sont choisies pour illustrer les parties notables ou typiques de chaque case de 1 km sur 1 km dans le système Irish grid reference system et Ordnance Survey National Grid. Il y a 330 184 cases contenant des terres émergées.

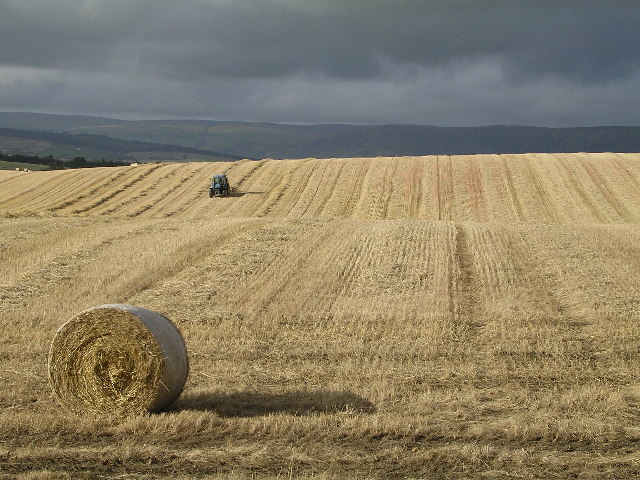
Exemple d’image Geograph en zone rurale.

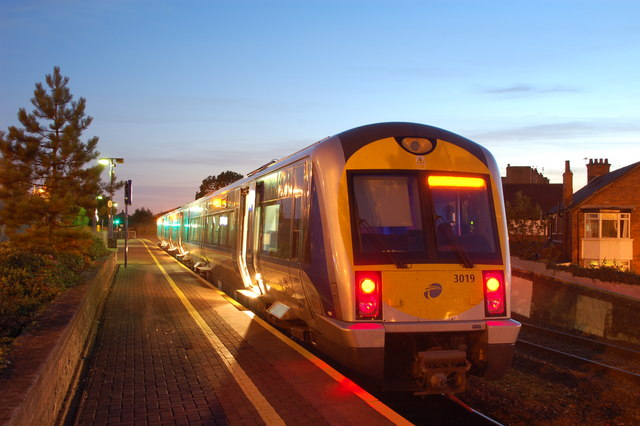
Exemple d’image Geograph en zone urbaine.

Ce projet est sponsorisé par l’Ordnance Survey.

## Contributions
Les images peuvent être apportées par tout utilisateur enregistré, mais elles doivent être approuvées par un ensemble de modérateurs avant d’apparaître sur le site web. L’activité consistant à prendre des photographies pour le projet est connue sous le nom de geographing. Toutes les images sont placées par leurs auteurs sous licence Creative Commons Paternité — Partage des conditions initiales à l’identique (CC-BY-SA 2.0), qui permet la réutilisation et la modification des images sous certaines conditions.

## Récompenses
Le site Geograph a été désigné par Yahoo! comme la « découverte 'Voyage' de l’année 2006 » (« Travel Find of the Year 2006 »)